# Herbert Hobein
Herbert Hobein (25. prosinca 1906.) je bivši njemački hokejaš na travi. 
Osvojio je brončano odličje na hokejaškom turniru na Olimpijskim igrama 1928. u Amsterdamu igrajući za Njemačku. Na turniru je odigrao tri susreta. Igrao je kao napadač, a postigao je dva pogotka.

## Vanjske poveznice
- Profil na Database Olympics
- Profil na Sports-Reference.com  Arhivirana inačica izvorne stranice od 6. siječnja 2009. (Wayback Machine)